# Ніколас Пареха
Ніколас Пареха (ісп. Nicolás Pareja, нар. 19 січня 1984, Буенос-Айрес) — аргентинський футболіст, центральний захисник іспанської «Севільї».
Виступав, зокрема, за клуби «Аргентинос Хуніорс», «Андерлехт» та «Спартак» (Москва), а також національну збірну Аргентини.
Чемпіон Бельгії. Дворазовий переможець Ліги Європи. У складі збірної — олімпійський чемпіон. 

## Клубна кар'єра
Народився 19 січня 1984 року в місті Буенос-Айрес. Вихованець футбольної школи клубу «Аргентинос Хуніорс». Дорослу футбольну кар'єру розпочав 2004 року в основній команді того ж клубу, в якій провів два сезони, взявши участь у 49 матчах чемпіонату.  Більшість часу, проведеного у складі «Аргентинос Хуніорс», був основним гравцем захисту команди.
2006 року перебрався до Європи, де його першим клубом став бельгійський «Андерлехт», який шукав заміну Венсану Компані і сплатив за перехід аргентинця 2 мільйони євро. У своєму першому сезоні в Бельгії Пареха допоміг команді виграти чемпіонат Бельгії.
Влітку 2008 року за 4,5 мільйона євро перейшов до іспанського «Еспаньйола», де провів два сезони основним центральним захисником команди.
Своєю грою за останню команду привернув увагу представників тренерського штабу московського «Спартака», до складу якого приєднався у серпні 2010 року. Спочатку був гравцем основного складу, проте в сезоні 2012/13 почав програвати місце в основі.
4 липня 2013 року був відданий в оренду до «Севільї», де відразу отримав регулярне місце в основі. Зокрема провів 12 матчів у рамках тогорічного розіграшу Ліги Європи, який іспанці виграли, а Пареху визнали одним із найкращих гравців турніру. Тож у червні 2014 року андалуський клуб скористався опцією викупу прав на гравця, які обійшлися «Севільї» у 2,5 мільйона євро. Аргентинець підписав із клубом трирічний контракт і далі залишався основним центральним захисником севільського клубу до квітня 2015 року, коли зазнав важкого ушкодження, яке залишило футболіста поза грою до кінця року.

## Виступи за збірні
2008 року захищав кольори олімпійської збірної Аргентини. У складі цієї команди провів 5 матчів. У складі збірної — олімпійський чемпіон 2008 року (ігри у Пекіні).
17 листопада 2010 року у складі національної збірної Аргентини взяв участь у товариській грі проти збірної Бразилії. Відтоді в офіційних іграх головної збірної участі не брав.
Включався до заявки збірної на домашній розіграш Кубка Америки 2011 року, де, втім, на поле не виходив.
| Дата       | Місто        | Господарі | Результат | Гості    | Турнір           | Голи | Примітки |
| ---------- | ------------ | --------- | --------- | -------- | ---------------- | ---- | -------- |
| 17-11-2010 | Буенос-Айрес | Аргентина | 1 – 0     | Бразилія | товариський матч | -    |          |
| Усього     |              | Матчів    | 1         |          | Голів            | 0    |          |

## Титули і досягнення
- Чемпіон Бельгії (1):

«Андерлехт»:  2006–07
- Володар Кубка Бельгії (1):

«Андерлехт»:  2007–08
- Володар Суперкубка Бельгії (1):

«Андерлехт»:  2007
- Переможець Ліги Європи (3):

«Севілья»:  2013–14, 2014–15, 2015–16
- Олімпійський чемпіон (1):

2008